# Sokolnikiparken

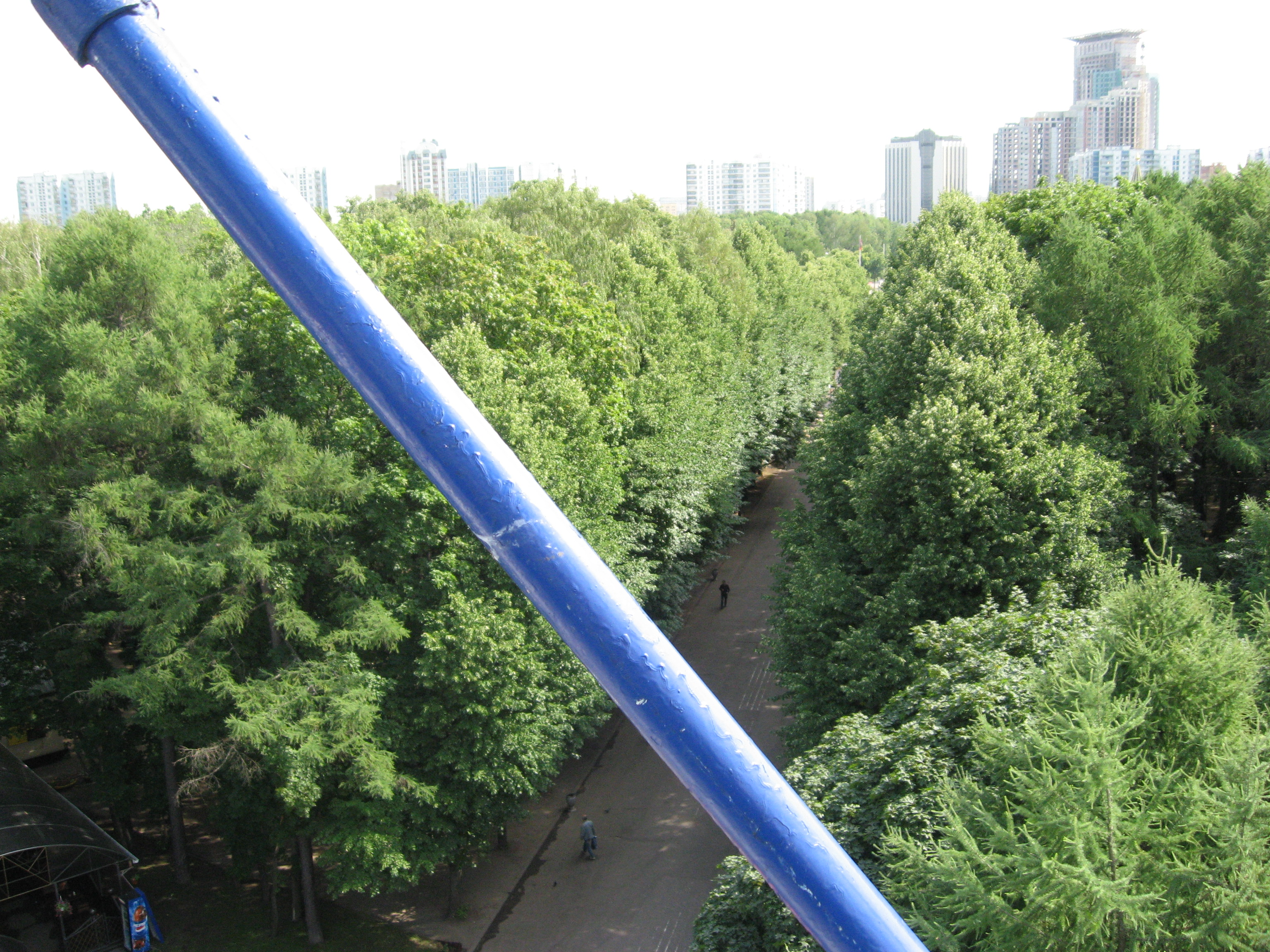
Utsikt över parken från pariserhjulet.

Sokolnikiparken (ryska: Сокольники, "Falkenerarparken") är en av Moskvas äldsta parker, belägen i Sokolnikidistriktet strax nordost om stadens centrum. Parken är en typisk rysk park, med en tivolidel (med ett relativt högt pariserhjul) och andra nöjen för barn, samt dammar, färgrika blomsterplanteringar och ett stort antal enkla kaféer. Centralt nära huvudingången finns en stor fontän, härifrån leder alléer med björkar, almar och lönnar ut i parken. Djupare inne i parken råder vild natur med ett stort antal trädslag, ett sjuttiotal fågelarter och smådjur som harar och ekorrar.
Parken grundlades av tsar Aleksej av Ryssland, som ofta jagade med sina falkenerare vilka höll sina falkar här. Parken fick också sitt namn härifrån, sokol är det ryska ordet för "falk". Parken fick sin nuvarande formgivning med gläntor och alléer under Peter den store, som var son till tsar Aleksej.
I Sokolnikiparken finns en stor skridskobana och också Sokolniki Arena, hemmaarena för hockeylaget HK Spartak Moskva. I parken finns även ett utställningscenter vilket 1959 blev skådeplatsen för Köksdebatten mellan Richard Nixon och Nikita Chrusjtjov vid invigningen av Amerikanska nationalutställningen.

## Galleri

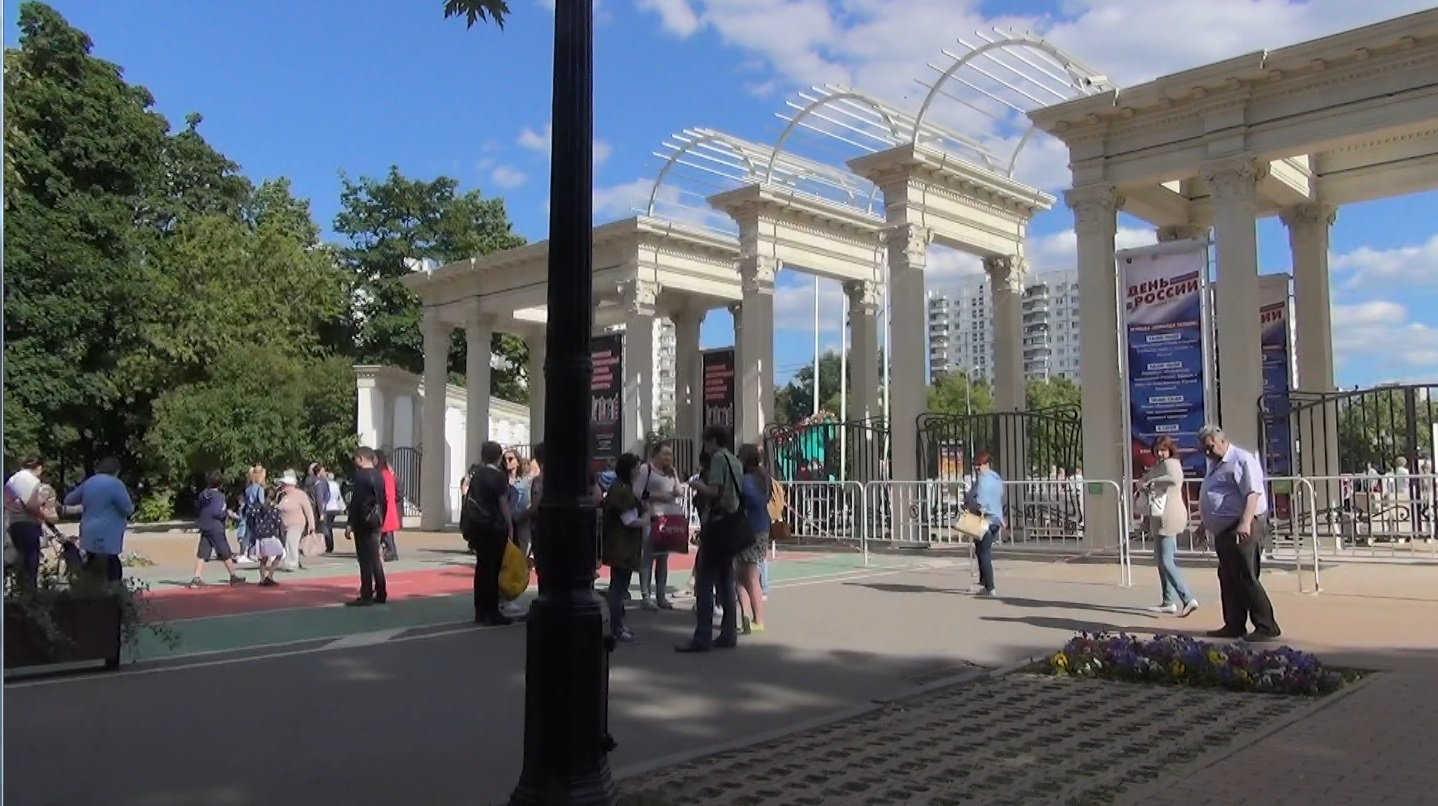
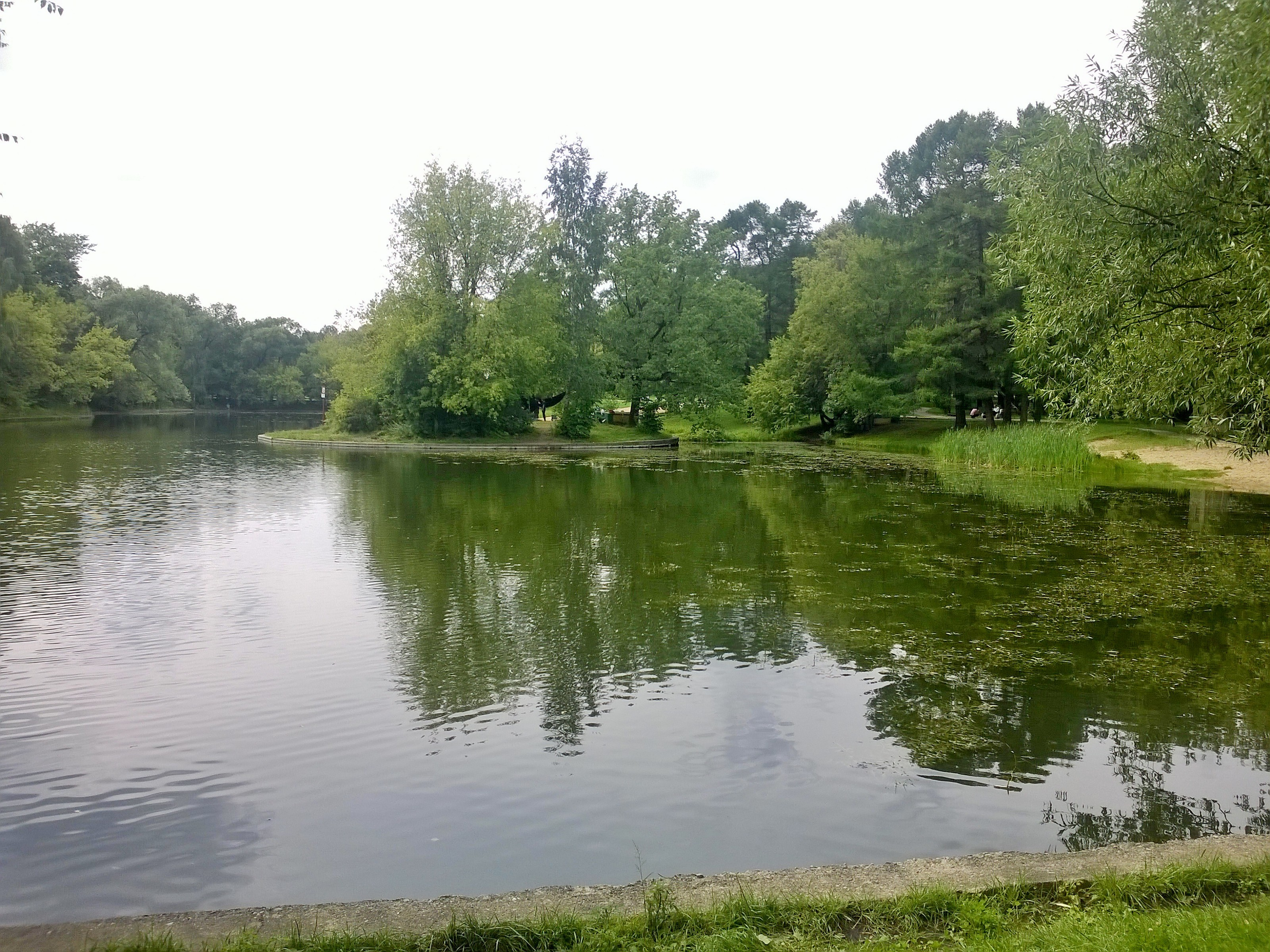
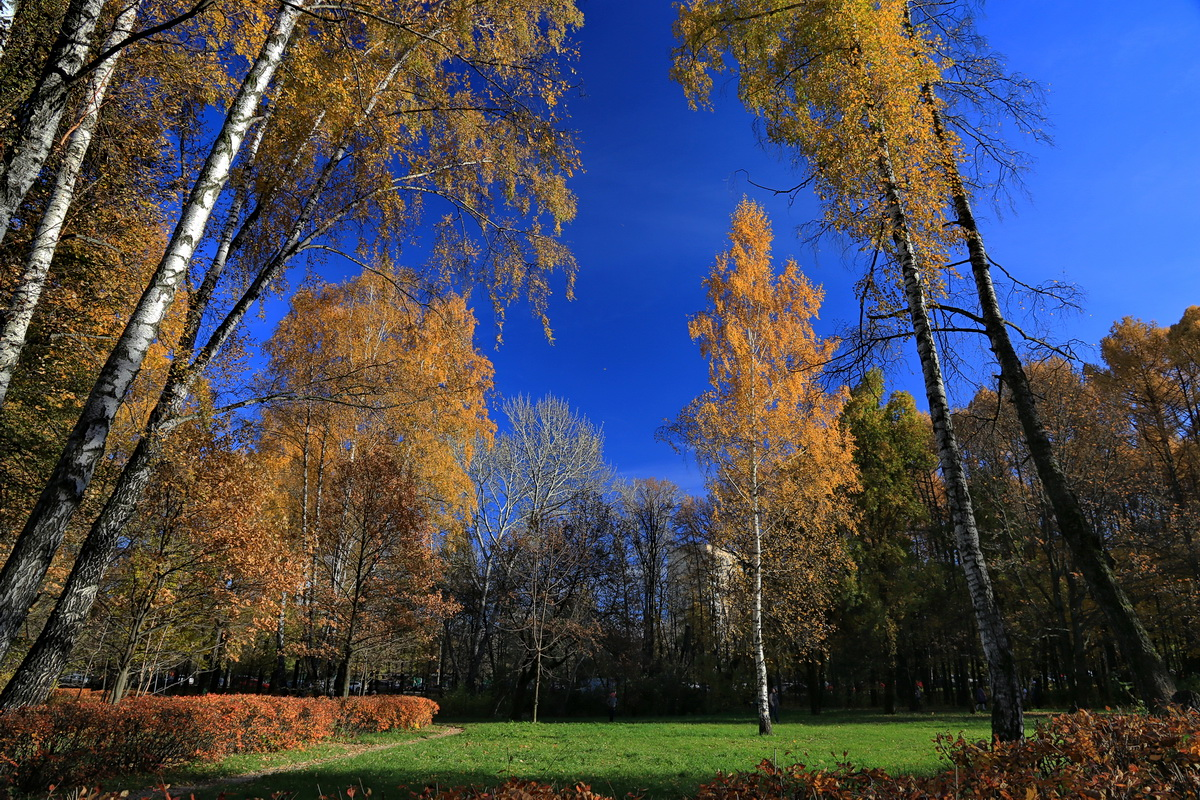
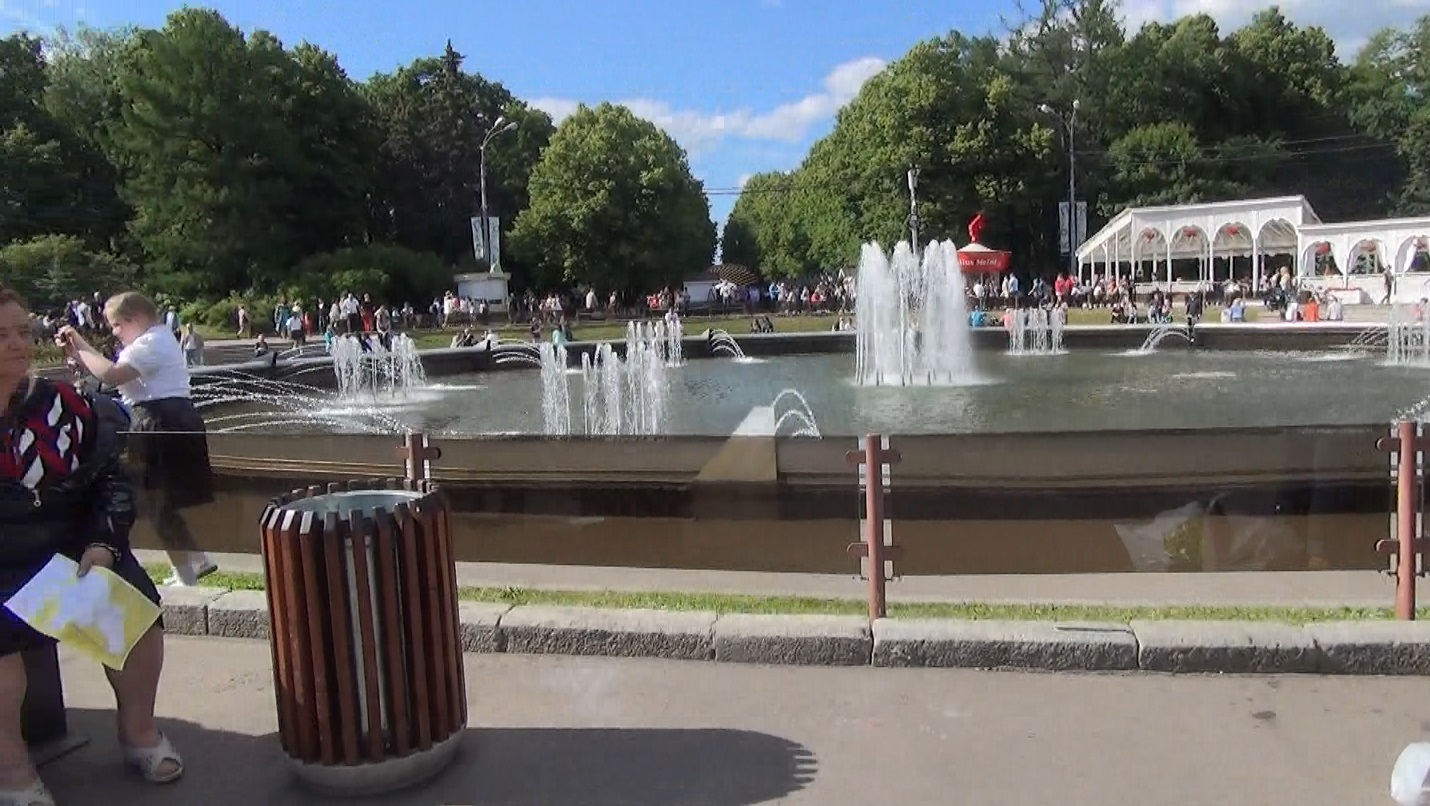
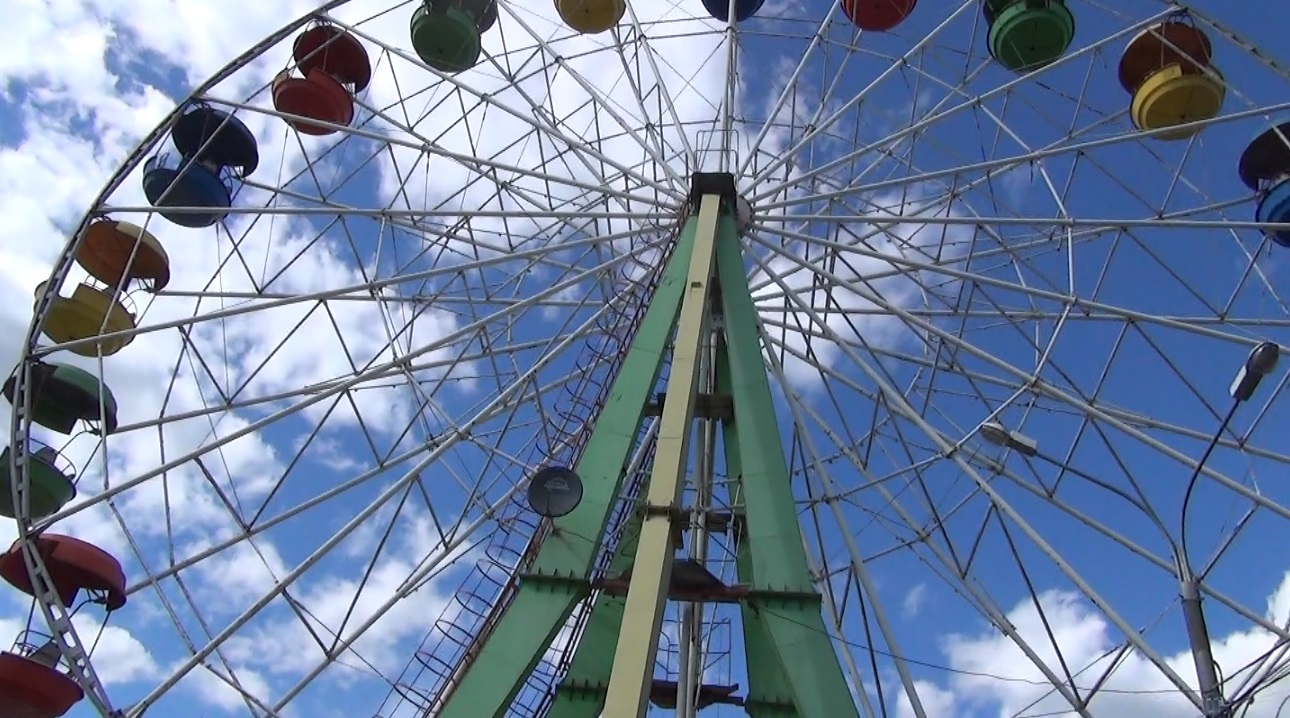
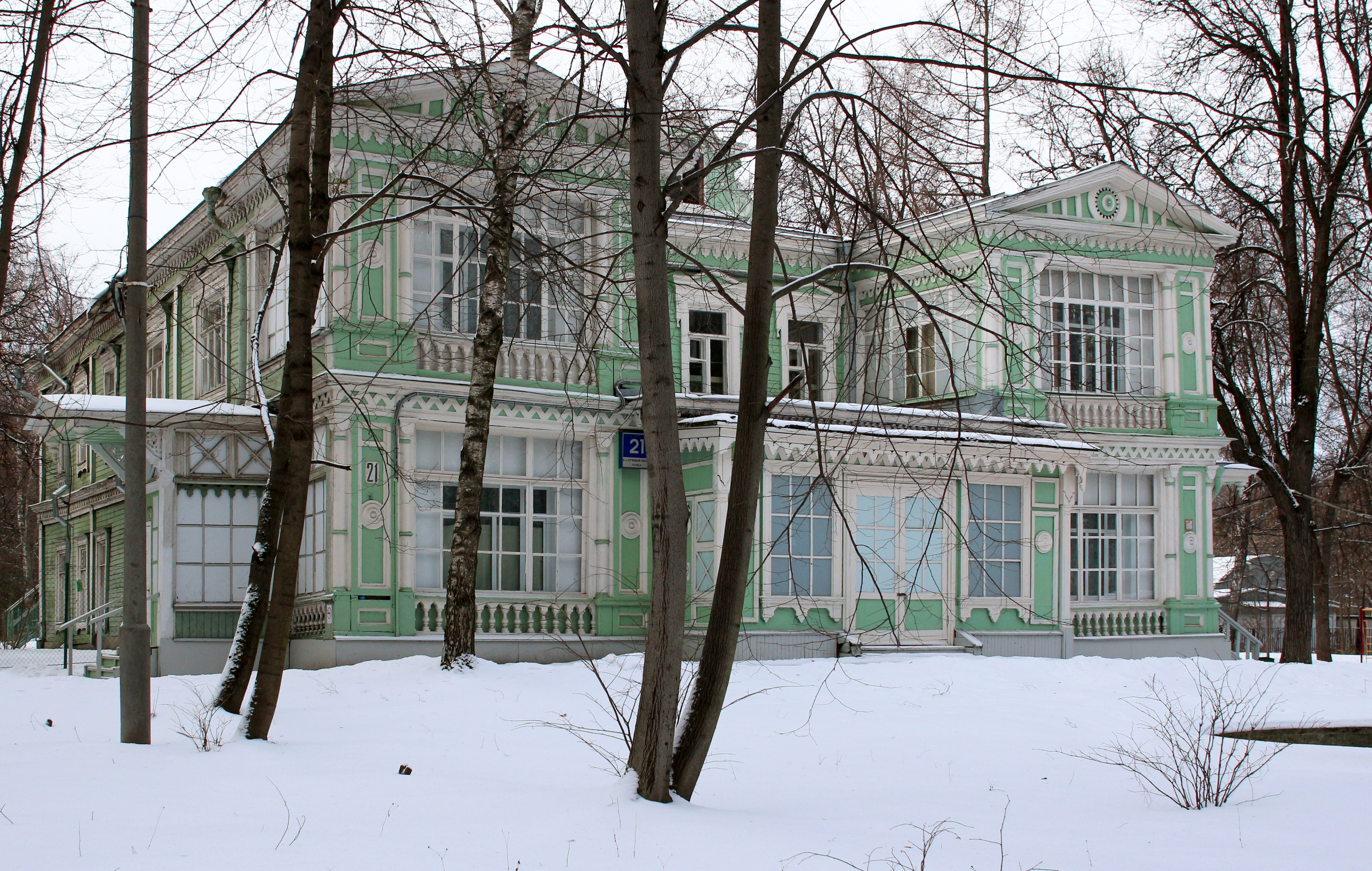